# Bệnh viện 199
Bệnh viện 199 là bệnh viện đa khoa hạng I trực thuộc Bộ Công an Việt Nam có nhiệm vụ khám, chữa bệnh cho cán bộ chiến sĩ Công an và nhân dân tại khu vực Miền Trung - Tây Nguyên, tham gia y tế cộng đồng trong cả nước, nghiên cứu khoa học, chỉ đạo tuyến, làm nhiệm vụ quốc tế và các nhiệm vụ khác do lãnh đạo Bộ Công an chỉ đạo.

## Lãnh đạo hiện nay
- Giám đốc: Đại tá, TS Quách Hữu Trung
- Phó giám đốc: BSCKII Trần Quang Pháp
- Phó giám đốc: BSCKII Trương Xuân Hùng
- Phó giám đốc: BSCKII Trần Nam Chung

## Quy mô
Bệnh viện 199 hiện có 400 giường bệnh điều trị nội, ngoại trú với 20 khoa chuyên môn, 05 phòng chức năng cùng 464 cán bộ, y bác sỹ.

## Tổ chức
| - Phòng Kế hoạch - Tổng hợp - Phòng Hành chính - Quản trị - Phòng Tài chính - Kế toán - Phòng Vật tư trang bị y tế - Phòng Điều dưỡng | - Khoa Khám bệnh - Cấp cứu - Khoa Ngoại tổng hợp - Sản phụ - Khoa Gây mê hồi sức - Khoa Tai mũi họng - Khoa Phục hồi chức năng - Bệnh nghề nghiệp - Khoa Ngoại chấn thương - Bỏng - Khoa Răng hàm mặt - Mắt - Khoa Nội thần kinh - Tâm thần - Khoa Tiêu hóa - Huyết học - Nội tiết - Khoa Tim mạch - Lão - Thận - Khớp - Khoa Phổi - Lao - Da liễu - Khoa Y học cổ truyền - Khoa Hồi sức tích cực - Chống độc - Khoa Truyền nhiễm | - Khoa Kiểm soát nhiễm khuẩn - Khoa Dược - Khoa Xét nghiệm - Khoa Chẩn đoán hình ảnh - Khoa Giải phẫu bệnh - Khoa Dinh dưỡng |

## Khen thưởng
Trong 5 năm  (2009 - 2013), bệnh viện 199 được Bộ Y tế tặng Bằng khen đơn vị đạt tiêu chuẩn "Bệnh viện xuất sắc toàn diện".
Năm 2014, bệnh viện 199 được Chủ tịch nước Cộng hòa xã hội chủ nghĩa Việt Nam tặng Huân chương Bảo vệ tổ quốc hạng 3 cho Bệnh viện 199 đã có thành tích góp phần vào sự nghiệp xây dựng Chủ Nghĩa xã hội và Bảo vệ tổ quốc giai đoạn 1999 - 2013 của Lực lượng Công an nhân dân, nhân kỷ niệm 15 năm thành lập Bệnh viện (11/06/1999 - 11/06/2014).
Năm 2020, bệnh viện 199 được nhận Bằng khen của Thủ tướng chính phủ về công tác phòng chống dịch.